# 竹下一記
竹下 一記（たけした かずき、1920年1月19日 - 2003年12月22日）は、日本の経営者。熊本県民テレビ社長を務めた。

## 経歴
熊本県出身。1941年に東京帝国大学法学部を卒業し、同年に高文行政科にも合格し、逓信省に入省。1962年5月に広島郵便局長、1964年6月に東京郵便局長、1966年7月に大臣官房長、1967年7月に簡易郵便局長、1969年11月に郵務局長を経て、1971年7月から1973年7月までに郵政事務次官を務めた。
1974年4月に簡易保険福祉事業団理事長を経て、1981年11月から1995年5月までに熊本県民テレビ社長を務めた。。
1991年4月に勲二等旭日重光章を受章。。
2003年12月22日脳内出血のために死去。83歳没。